# Parque nacional de Namtok Huai Yang
El Parque nacional de Namtok Huai Yang es un área protegida en la provincia de Prachuap Khiri Khan, en el sur de Tailandia. Tiene una superficie de 161 kilómetros cuadrados. Fue declarado en 8 de diciembre de 1991, siendo el parque 70.º del país. 
Le da su nombre la cascada de Huai Yang, de 15 metros. Además de cascadas y bosques en la cordillera Tenasserim, hay una playa limpia. La altura del parque está entre los 200 y los 800 m s. n. m.